# Блудово
Блудово (пол. Błudowo) — село в Польщі, у гміні Млинари Ельблонзького повіту Вармінсько-Мазурського воєводства.
Населення — 218 осіб (2011).
У 1975-1998 роках село належало до Ельблонзького воєводства.

## Демографія
Демографічна структура станом на 31 березня 2011 року:
|          | Загалом | Допрацездатний вік | Працездатний вік | Постпрацездатний вік |
| -------- | ------- | ------------------ | ---------------- | -------------------- |
| Чоловіки | 112     | 28                 | 73               | 11                   |
| Жінки    | 106     | 24                 | 58               | 24                   |
| Разом    | 218     | 52                 | 131              | 35                   |